# 戴玉成 (正德进士)
戴玉成（1481年—？），字孝章，福建福州府長樂縣人，民籍，明朝政治人物。

## 生平
正德十一年（1516年）丙子科福建鄉試第三十七名舉人。正德十二年（1517年）聯捷丁丑科會試第一百四十四名，登第三甲第二百零四名進士。工部观政，授餘姚縣知县，卒。

## 家族
曾祖戴維儼；祖父戴樂英；父戴餘惠，母陳氏。永感下。弟玉潤、玉淵。